# Aime Kuulbusch
Aime Kuulbusch (Pärnu, 10 de octubre de 1942) es una escultora de Estonia.

## Datos biográficos
Alumna en el Instituto Estatal de las Artes de la República Socialista Soviética de Estonia.
Desde 1973 trabaja como artista independiente.
Es autora de retratos en busto, relieves y monumentos a personajes famosos de Estonia; entre otros Juhan Viiding (1976), Malle Leis (1979), Tiit Pääsuke (1982), Mart Saar (1982), Peeter Süda (1983), Cyrillus Kreek (1989), Paul Kondas (2007) y los retratos de importantes científicos por encargo de la Universidad Técnica de Tallin. Además, creó varias esculturas monumentales en Estonia, como la "Justitia" (en el Palacio de Justicia, 1991).
Como material utiliza habitualmente el bronce. 
Se distingue por la forma clara y clásica de sus obras.
Por su trabajo artístico ha sido galardonada con distintos premios incluyendo El Premio Kristjan Raud en 1983. En 1984 le fue concedido el título de "Artista de Honor de la República Socialista Soviética de Estonia".
Estuvo casada con el escultor estonio Ants Mölder (1939-2009). 